# Marignier
Marignier is een gemeente in het Franse departement Haute-Savoie (regio Auvergne-Rhône-Alpes) en telt 5974 inwoners (2005). De plaats maakt deel uit van het arrondissement Bonneville.

## Geografie
De oppervlakte van Marignier bedraagt 20,0 km², de bevolkingsdichtheid is 298,7 inwoners per km².
De onderstaande kaart toont de ligging van Marignier met de belangrijkste infrastructuur en aangrenzende gemeenten.

## Demografie
Onderstaande figuur toont het verloop van het inwonertal (bron: INSEE-tellingen).

1. ↑  Populations de référence 2022.